# Sessame
Sessame (Siam in piemontese) è un comune italiano di 234 abitanti della provincia di Asti in Piemonte.

## Geografia fisica

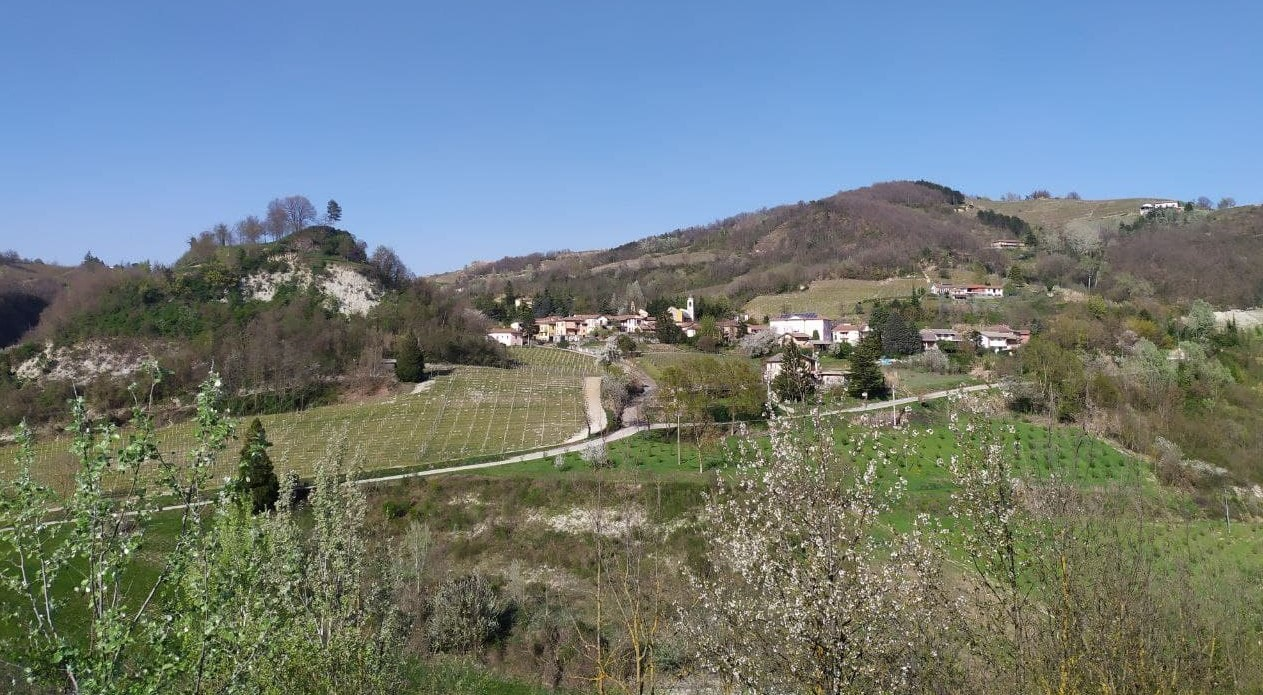
Veduta del paese di Sessame (AT).

Sul lato nord occidentale del centro abitato si erge una piccola collina ove si possono vedere i resti di un antico castello, probabilmente distrutto durante le invasioni attorno al 1400-1500.
I ruderi del castello dei Marchesi Del Carretto sono oggi conservati all'interno di un’area verde nella quale è stato ricavato un punto panoramico per ammirare il borgo e la vallata sottostante. Nel punto panoramico è stata ufficialmente inaugurata dall'amministrazione comunale, il 10 aprile 2023, la panchina gigante numero 283 del circuito delle Grandi Panchine ideate da Chris Bangle.

## Storia
L’insediamento di Sessame è molto antico, probabilmente preesistente alla conquista romana e riconducibile alla presenza di popolazioni liguri.
Si dice che il borgo sia stato fondato attorno agli anni "mille", ma non è certa la denominazione. Molti storici affermano che il nome Sessame derivi dal latino sex ("sei", aggettivo numerale cardinale) per indicare le sei miglia romane che lo separavano da Acqui Terme oppure i sei corsi d'acqua che ancor oggi bagnano il territorio comunale ed, infine, per le sessanta miglia che segnavano la distanza dal borgo a Torino.

### Simboli
Lo stemma e il gonfalone del comune di Sessame sono stati concessi con decreto del presidente della Repubblica del 19 maggio 1954.
Il gonfalone è un drappo di azzurro.

## Monumenti e luoghi di interesse

### Architetture religiose
Chiesa di San Giorgio Martire
La chiesa parrocchiale è dedicata al patrono san Giorgio. L'edificio, di età barocca, ha subito nel corso del tempo molti rifacimenti (ultima ricostruzione nel 1959). All'interno oltre all'altare maggiore, fa bella mostra la statua del santo nell'atto di uccidere il drago.

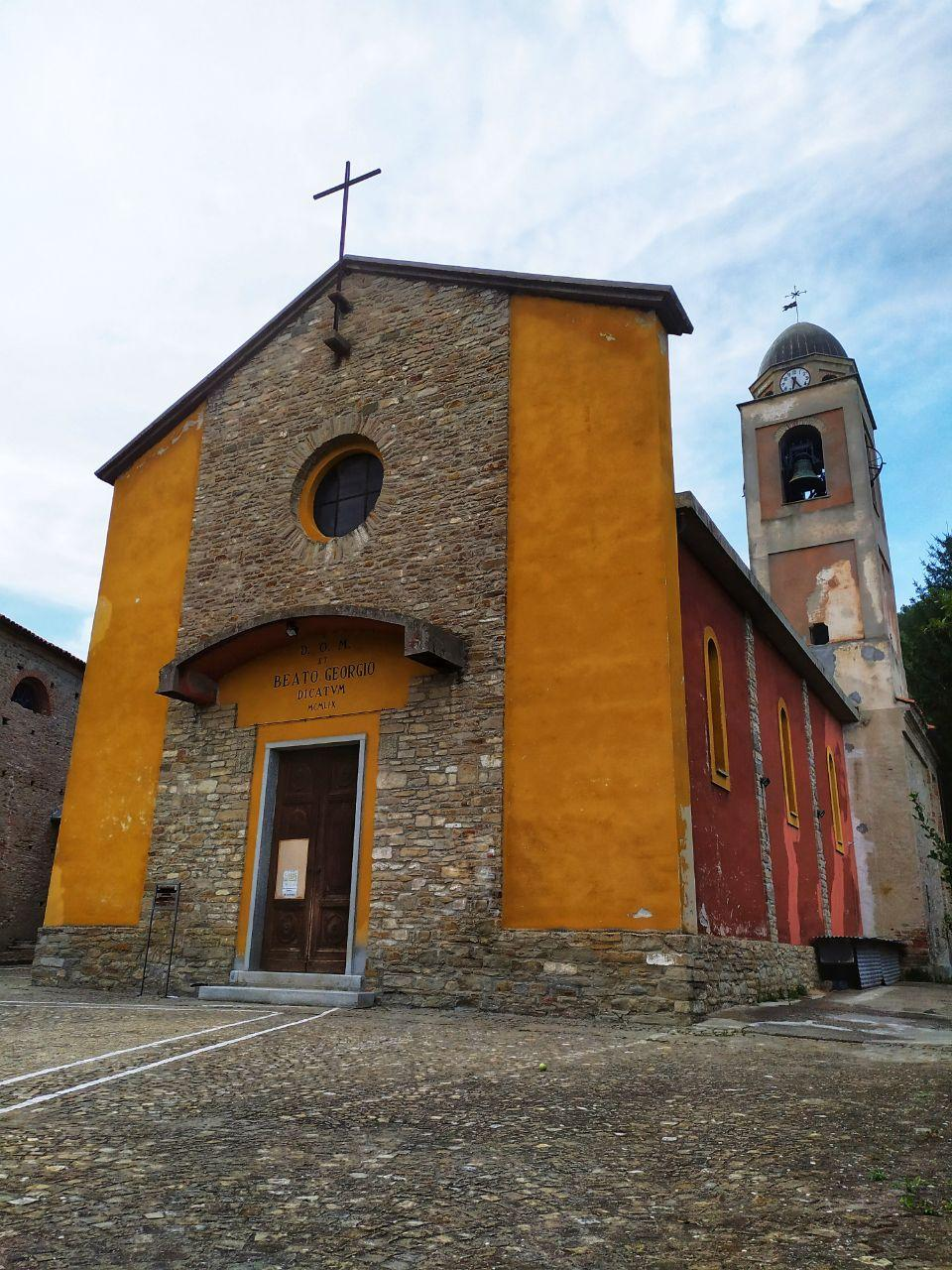
Facciata della Chiesa di San Giorgio Martire

Ogni anno il 23 aprile ricorre la festa del santo patrono e pertanto in questa occasione oltre alla santa messa per tutti i fedeli è in programma una solenne processione.
Confraternita dell'Annunziata
Situato a fianco della parrocchiale, l'oratorio sconsacrato della Confraternita dell'Annunziata viene comunemente chiamato chiesa dei Battuti. La sua costruzione risale al 1600 e di questo periodo conserva l’abside, la facciata e il bel campanile. Sconsacrato e di proprietà comunale, è stato completamente ristrutturato ed adibito ad attività culturali.
Chiesa campestre di San Rocco

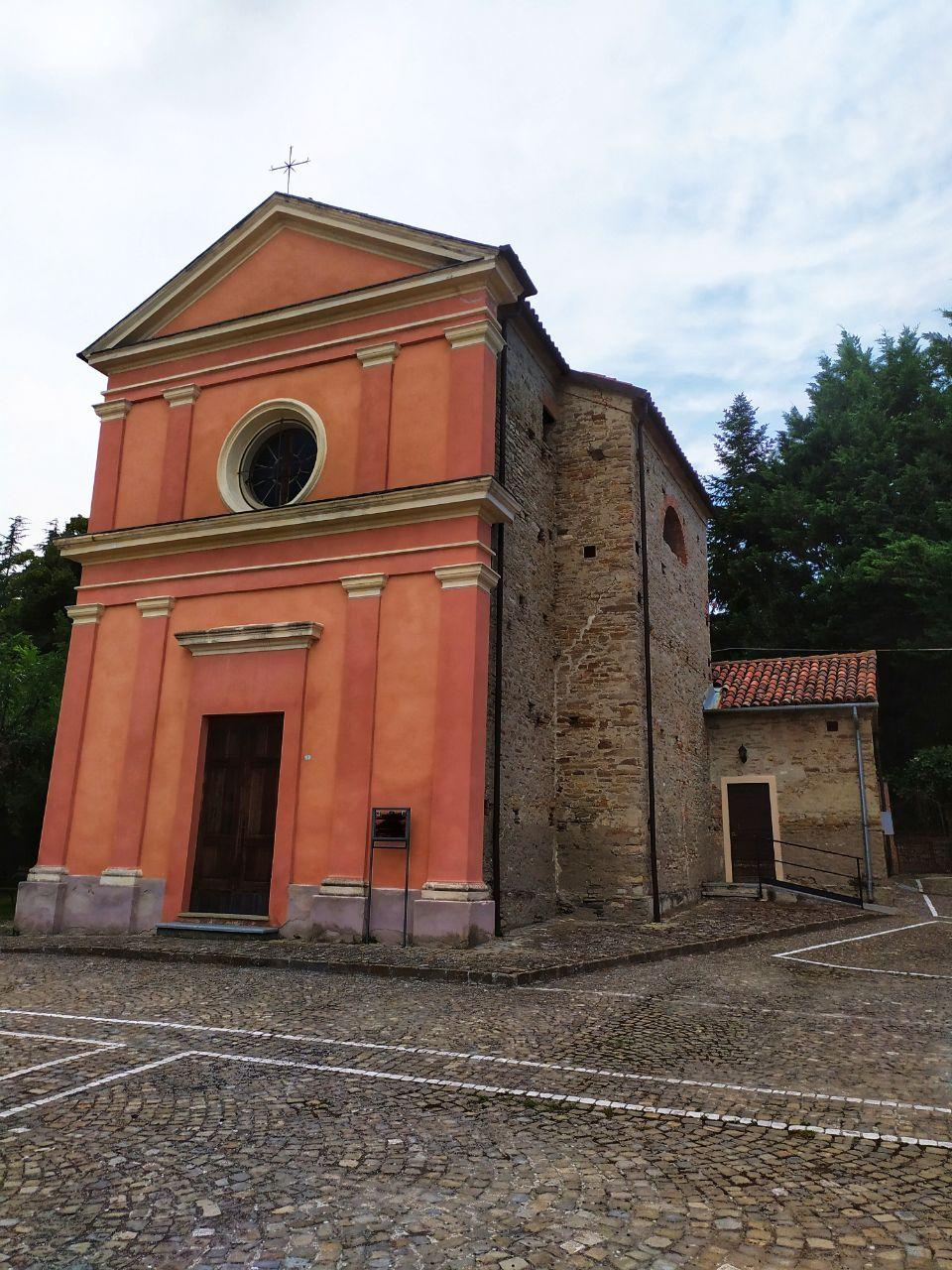
Facciata dell'oratorio sconsacrato della Confraternita dell'Annunziata, noto anche come Chiesa dei Battuti

Situata in località San Rocco, domina la vista sulla Val Bormida. Il sagrato si affaccia su un’area di sosta panoramica. Ristrutturata nel 2004, la chiesetta si presenta molto ben conservata.
Chiesa campestre di San Sebastiano
Situata in località San Sebastiano, in prossimità della strada provinciale per Rocchetta Palafea, domina la zona a cui è dedicata. Molto ben ristrutturata con all'interno numerosi ex voto a testimonianza di una grande devozione popolare, la chiesa accoglie, oggi come un tempo, i pellegrini ed i viandanti con il suo piccolo portico a tripla arcata. Sul retro dell’edificio è presente un’area di sosta attrezzata.

### Altri luoghi
Garzaia della Val Bormida
Nella parte di comune situata nel fondo valle esiste un luogo destinato a garzaia per la presenza dell'airone cenerino. Si tratta di un lembo di terra che si affaccia in riva sinistra sul Bormida di Millesimo e che protegge una delle più grandi garzaie del nord Italia. La garzaia non è aperta al pubblico. Tuttavia è possibile osservare gli aironi a distanza con l'ausilio di un binocolo.
Ruderi del castello dei Marchesi Del Carretto
Il castello sorgeva alla sommità di una collina situata a nord-ovest del concentrico. Doveva essere una imponente costruzione, ma oggi rimangono soltanto i ruderi all'interno di un’area verde ben recuperata dal comune ed adibita a zona panoramica.
Torrotto (Turot in piemontese)
Semplice costruzione a due piani a forma di piccola torre, il Torrotto sorge sulla sommità di un colle a forma conica, ben visibile da ogni località. Da tempo diventato il simbolo del borgo. Situato in terreni privati, anticamente è appartenuto all'onorevole Giuseppe Saracco, uomo politico di grande levatura morale, nativo di Bistagno, Presidente del Consiglio dei Ministri nei primi anni del 1900.
Panchina Gigante (numero 283, località Castello)
La panchina gigante blu di Sessame (numero 283) è installata nell'area verde sita in località Castello, in punto panoramico.
Panchina Gigante (numero 295)
Poco al di fuori del concentrico della cittadina è stata installata in punto panoramico un'altra panchina, di colore giallo-rosso. 

## Società

### Evoluzione demografica
Abitanti censiti

## Cultura

### Eventi
Sagra del Risotto, organizzata da Comune e Pro Loco, prima domenica di maggio.
Il 1 Maggio 2022 si è tenuta la centesima edizione della sagra.

## Geografia antropica

### Frazioni
Albareto, Asinari, Caldana, Castagnola, Cocco, Collina, Fermone, Galloni, Giardinetto, Malerba, Penna, Ponticello, San Giorgio, San Rocco, San Pietro, San Sebastiano, Tane, Tarditi.

## Economia

### Agricoltura[4]
Da sempre, la coltura principale nel territorio del comune è la vite che è anche una delle principali ricchezze della zona, prettamente agricola.
Sin dai primi anni del Novecento e fino agli anni quaranta era nota la coltivazione del gelso, le cui foglie erano indispensabili per l'allevamento del baco da seta. Attorno al borgo si notano zone boschive ove si possono raccogliere castagne e funghi.
La coltivazione della vite produce vini prelibati quali il Dolcetto d'Asti, il Barbera d'Asti e il Moscato d'Asti e, soprattutto il Brachetto d'Acqui, vera specialità del comune, come è stato riconosciuto da fonti ufficiali che asseriscono che tale vitigno venne storicamente realizzato a Sessame e quindi esportato in paesi confinanti.

### Vini
- Brachetto d'Acqui
- Barbera d'Asti
- Dolcetto d'Asti
- Moscato d'Asti

## Amministrazione
Di seguito è presentata una tabella relativa alle amministrazioni che si sono succedute in questo comune.
| Periodo        | Periodo        | Primo cittadino    | Partito                            | Carica  | Note  |
| -------------- | -------------- | ------------------ | ---------------------------------- | ------- | ----- |
| 20 giugno 1985 | 8 giugno 1990  | Cesare Tardito     | Democrazia Cristiana               | Sindaco | [ 9 ] |
| 8 giugno 1990  | 24 aprile 1995 | Cesare Tardito     | Democrazia Cristiana               | Sindaco | [ 9 ] |
| 24 aprile 1995 | 14 giugno 1999 | Celeste Malerba    | centro-sinistra                    | Sindaco | [ 9 ] |
| 14 giugno 1999 | 14 giugno 2004 | Celeste Malerba    | lista civica                       | Sindaco | [ 9 ] |
| 14 giugno 2004 | 8 giugno 2009  | Carlo Berchio      | lista civica                       | Sindaco | [ 9 ] |
| 8 giugno 2009  | 26 maggio 2014 | Carlo Berchio      | lista civica                       | Sindaco | [ 9 ] |
| 26 maggio 2014 | 26 maggio 2019 | Paolo Carlo Milano | lista civica Il progetto per tutti | Sindaco | [ 9 ] |
| 26 maggio 2019 | in carica      | Paolo Carlo Milano | lista civica Il progetto per tutti | Sindaco | [ 9 ] |